# Club Deportiu Masnou
El Club Deportiu Masnou es un club de fútbol de España, de la localidad de El Masnou (Barcelona) España. Fue fundado en 1920 y milita en 2.ª Catalana.

## Historia
El Club Deportiu Masnou se fundó el 20 de agosto de 1920, siendo Pere Sensat su primer presidente. Aparte del fútbol, el club disponía de secciones en atletismo y natación. Su campo se inauguró el 20 de agosto de 1921. Durante sus primeros años se produjo una división del club que lo condujo a su escisión provocando el nacimiento del Centre d'Esports Masnou, un club que solo llegó a los tres años de vida (1921-24). Durante los años 30 Peret Nogués destacó en el club, futbolista que perdería la vida durante la Guerra civil española. Una vez terminada la guerra el primer equipo se reorganiza para la temporada 1946-47, para participar en la categoría de aficionados.
Como curiosidad hacer mención que el 16 de agosto de 1953 se disputó un partido entre el CD Masnou y una selección de veraneantes integrada por Alfredo Di Stéfano, Ladislao Kubala y César entre otros. Se trató del segundo partido que jugó Alfredo Di Stéfano en España después de fichar por el Barça, fichaje finalmente frustrado.
En la temporada 1960-61, se consigue el ascenso a Segunda Territorial Catalana. En la temporada 1964-65 gana la promoción de ascenso al UE Rubí, al UE Sitges y al UE Cornellà, ascendiendo a Primera Territorial. En la temporada 1968-69 se coronó campeón de la categoría y consigue el ascenso a Preferente.
En 1970, en celebración de las bodas de oro, se disputa un partido conmemorativo contra el Barça. Tres años después, el Masnou consiguió su primer ascenso a Tercera División. Esa misma temporada disputa por primera vez la Copa del Rey de fútbol. Posteriormente descendería de categoría y no volvería a Tercera División hasta el 1977, donde aguantó durante cuatro temporadas. Una vez más se consiguió el ascenso a Tercera en la temporada 1985-86. Desde ese momento compaginó la Primera Catalana con las categorías territoriales hasta el 2006, donde consiguió ascender a Tercera División. Volviendo a descender a Primera Catalana y ascendiendo nuevamente a Tercera División al final de la temporada 2009/10.
Actualmente el director deportivo es Marc Reyes, exjugador del club y la coordinación está a cargo de Adrià Garcia.

## Temporadas
Contando la temporada 2010/11 el club ha militado en 10 ocasiones en Tercera División.
- 1952-53: 1a Categoría B  18.º
- 1953-54: Aficionados
- 1954-55: Aficionados
- 1955-56: Aficionados
- 1956-57: Aficionados
- 1957-58: Aficionados
- 1958-59: Aficionados
- 1959-60: Aficionados
- 1960-61: Aficionados 2.º
- 1961-62: 2.ª Territorial
- 1962-63: 2.ª Territorial
- 1963-64: 2.ª Territorial
- 1964-65: 2.ª Territorial 20.º
- 1965-66: 1.ª Territorial 16.º
- 1966-67: 1.ª Territorial 8.º
- 1967-68: 1.ª Territorial 16.º
- 1968-69: 1.ª Territorial 1.º
- 1969-70: Terr. Preferente 4.º
- 1970-71: Terr. Preferente 4.º
- 1971-72: Terr. Preferente 1.º
- 1972-73: 3.ª División 18.º
- 1973-74: Terr. Preferente 6.º
- 1974-75: Terr. Preferente 1.º
- 1975-76: 3.ª División 19.º
- 1976-77: Terr. Preferente 11.º
- 1977-78: 3.ª División 17.º
- 1978-79: 3.ª División 18.º
- 1979-80: 3.ª División 18.º
- 1980-81: 3.ª División 20.º
- 1981-82: Terr. Preferente 6.º
- 1982-83: Terr. Preferente 5.º
- 1983-84: Terr. Preferente 4.º
- 1984-85: Terr. Preferente 2.º
- 1985-86: 3.ª División 16.º
- 1986-87: Terr. Preferente 13.º
- 1987-88: Terr. Preferente 12.º
- 1988-89: Terr. Preferente 7.º
- 1989-90: Terr. Preferente 10.º
- 1990-91: Terr. Preferente 8.º
- 1991-92: 1.ª Catalana 17.º
- 1992-93: Terr. Preferente 16.º
- 1993-94: 1.ª Territorial 1.º
- 1994-95: Terr. Preferente 2.º
- 1995-96: Terr. Preferente 1.º
- 1996-97: 1.ª Catalana 7.º
- 1997-98: 1.ª Catalana 12.º
- 1998-99: 1.ª Catalana 7.º
- 1999-00: 1.ª Catalana 10.º
- 2000-01: 1.ª Catalana 10.º
- 2001-02: 1.ª Catalana 11.º
- 2002-03: 1.ª Catalana 8.º
- 2003-04: 1.ª Catalana 6.º
- 2004-05: 1.ª Catalana 5.º
- 2005-06: 1.ª Catalana 2.º
- 2006-07: 3.ª División 17.º
- 2007-08: 3.ª División 20.º
- 2008-09: 1.ª Catalana 6.º
- 2009-10: 1.ª Catalana 3.º
- 2010-11: 3.ª División 16.º
- 2011-12: 3.ª División 20 º
- 2012-13: 1.ª Catalana 2.º
- 2013-14: 3.ª División 14.ª
- 2014-15: 3.ª División
- 2019-2020: 2.ª Catalana
- 2020-2021: 2.ª Catalana